# Jakob von Paradies
Jakob von Paradies OCart, auch Jacob von Jüterbog, Jacobus Carthusiensis, Jacobus de clusa, ursprünglich Benedict Stolzenhagen (* 1381; † 30. April 1465 in Erfurt) war ein deutscher römisch-katholischer Theologe und Autor. Er war zunächst Zisterzienser, ab 1441 Kartäuser.

## Leben
Benedict Stolzenhagen stammte vermutlich aus einer Bauernfamilie. Die Herkunft aus Jüterbog ist unsicher. Seit 1401 lebte er mit dem Ordensnamen Jacobus als Zisterzienser im Kloster Paradies (Neumark) (polnisch Klasztor Paradyż). Dessen Abt sandte ihn zu seiner wissenschaftlichen Ausbildung an die Universität Krakau. Dort erlangte er die akademischen Würden eines Magisters der Philosophie (1423) und Doktors der Theologie (1432). Nach 1432 lebte er im Kloster Mogiła.
Weil ihm die Disziplin nicht streng genug war, trat er 1441, mit Genehmigung der päpstlichen Legaten auf dem Baseler Konzil, aus dem Zisterzienserorden in den Kartäuserorden über, und ging in das Kartäuserkloster Erfurt. Hier wurde er Vikar (Prior).
Er lehrte als Professor für Kanonisches Recht an der Universität Erfurt; 1456 war er ihr Rektor.

## Werk
Seine Schriften wurden unter verschiedenen Namen überliefert. Daher waren Zuschreibungen seiner Werke in der Vergangenheit oft unsicher oder falsch. So wurden Jakob von Gruitrode und Jakob von Tückelhausen mit ihm verwechselt. Heute gilt er als gesicherter Verfasser von über hundert lateinischen Schriften, die in rund 450 Handschriften und zahlreichen Drucken überliefert sind. In zahlreichen Stellungnahmen unterstützte er die Kirchen- und Klosterreform und wandte sich gegen Auswüchse des Volksglaubens. Besondere Nachwirkung erlangten sein Sterbebuch De arte bene moriendi (um 1450), auch auf Johann Geiler von Kaysersberg, und eine Abhandlung über Geistererscheinungen De apparitionibus animarum (1454). Nach seinem Tod wurden mehrere seiner Schriften in deutschen Übertragungen verbreitet. „Erst mit der Reformation brach die J.-Rezeption weitgehend ab.“

## Werke
- De apparitionibus animarum. [Esslingen] : [Konrad Fyner], [1477/79].

Digitalisat, Bayerische Staatsbibliothek
- De erroribus et moribus christianorum. Lübeck: Hans van Ghetelen, 1488.

Digitalisat, Stadtbibliothek Lübeck
- De valore et utilitate missarum pro defunctis Daran: Johannes de Mechlinia: Determinatio. Lübeck: Matthäus Brandis, ca. 1493.

Digitalisat, Bayerische Staatsbibliothek
- Tractatus peroptimus de animabus exutis a coporibus. Nürnberg: Georg Stüchs, ca. 1497.

Digitalisat, Universitäts- und Landesbibliothek Darmstadt